# Goblin

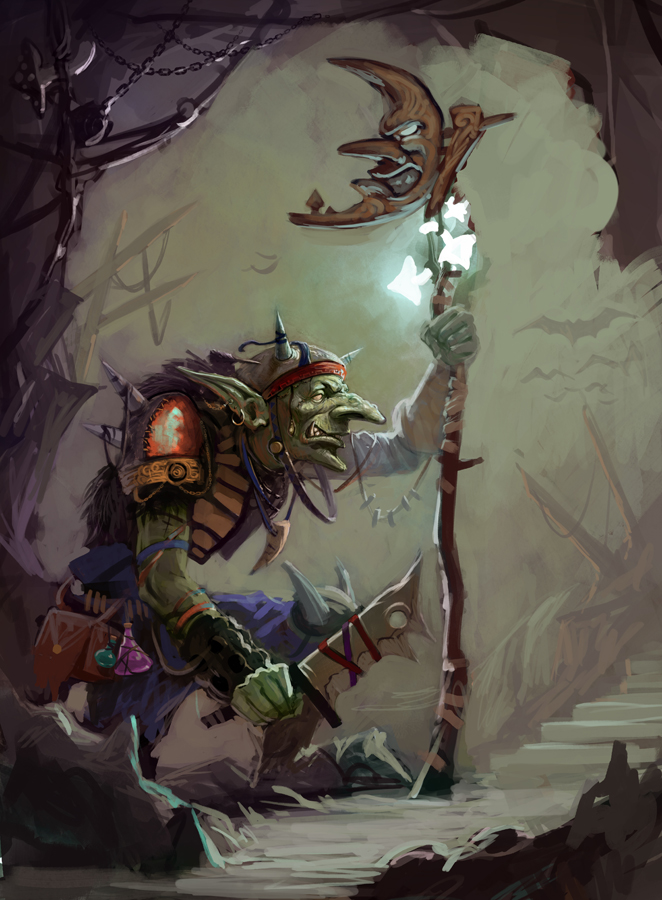
Künstlerische Darstellung eines Goblins aus dem 21. Jahrhundert

Goblin ist die englische Bezeichnung für kleine, meist bösartige und grotesk hässliche Plagegeister oder Gespenster.
Wie bei den Zwergen und Kobolden in Sage und Märchen schwanken die Größenangaben für Goblins stark, zwischen wenigen Zoll bis Kindergröße. Ebenso verfügen sie oft über Zauberkräfte. In der Folklore werden den Goblins zuweilen die freundlichen und hilfsbereiten, aber neckischen Hobgoblins oder Hobs entgegengestellt, die, wie die Brownies, den Heinzelmännchen ähnlich sind. In der modernen Fantasy werden die Goblins zumeist als wahlweise technologisch hochentwickelte oder aber sehr primitive Rasse beschrieben, die eine große Neigung zu Grausamkeit und suizidalem Verhalten gepaart mit einer gewissen Verrücktheit aufweist.

## Etymologie
Die Herkunft und Bedeutung des englischen Wortes goblin ist unsicher; wahrscheinlich ein Lehnwort aus dem Altfranzösischen (gobelin). In der Chronik des Ordericus Vitalis aus dem 12. Jahrhundert wird ein gobelinus erwähnt, ein Geist, der das Gebiet von Évreux heimsuchte. Möglicherweise besteht ein Zusammenhang mit dem deutschen Wort Kobold, oder dem spätlateinischen cabalus, welches seinerseits auf Griechisch kobalos („Schurke“, „Spitzbube“) zurückgeht, oder mit dem Personennamen Gobel.

## Rezeption

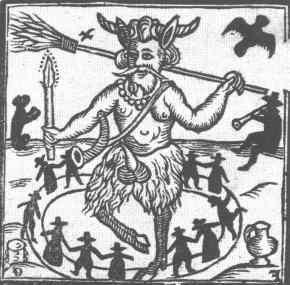
Darstellung eines Goblins auf der Titelseite von Robin Goodfellow: His Mad Pranks and Merry Jests (1629)

Im Werk William Shakespeares (Die lustigen Weiber von Windsor, Ein Sommernachtstraum) sind Hobgoblins feenartige Wesen. Oberons schelmischer Hofnarr Puck bevorzugt für sich selbst jedoch die Bezeichnung Robin Goodfellow, denn die zeitgenössischen Puritaner in England unterschieden schon nicht mehr zwischen guten und bösen Goblins. Für sie waren alle diese Geister teuflische Wesen, die in der Ikonographie des antiken Pan oder der Satyrn dargestellt wurden.
In der englischen Theaterkomödie The Goblins von John Suckling (1638) andererseits bezeichnet der Titel eine Bande edler Räuber, die sich als Teufel verkleiden, um nach Art eines Robin Hood für Gerechtigkeit zu sorgen und das Land mit ihren Streichen überziehen.
John Milton charakterisiert den Goblin in seiner Schäferdichtung L’Allegro (1645) als fleißigen Hausgeist, der bei der Hausarbeit und bei der Ernte hilft, aber von großer Statur ist, behaart und stark, ähnlich wie ein Wilder Mann.
In John Bunyans puritanischen Erbauungsschrift Pilgerreise zur seligen Ewigkeit (1678) werden Hobgoblins hingegen, zusammen mit Satyrn und Drachen, als Bewohner der Höllengrube erwähnt.
Im Laufe des 19. Jahrhunderts wurden Goblins und Hobgoblins beliebte Figuren in Märchen- und Kinderbüchern.
Christina Rossettis vielschichtiges Gedicht Goblin Market (1859) schildert sie als heimtückische, verräterische Wesen, die jungen Mädchen köstliche (aber verbotene?) Früchte aufdrängen, deren Verzehr zu geistiger Umnachtung und Tod führt.
George MacDonald beschrieb die Goblins in seinem Kinderbuch The Princess and the Goblin (1872, deutsch: Die Prinzessin und die Kobolde) als scheußliche und missgebildete Kreaturen, die seit Jahrhunderten in Höhlen und Bergwerken im Gebirge hausen. Sie ertragen kein Sonnenlicht mehr und auch keinen Gesang, hassen die Menschen und versuchen diese zu unterwerfen. Diese Darstellung wurde zu einem wichtigen Einfluss für die Gestaltung der Orks im Werk J.R.R. Tolkiens und in der späteren Fantasy-Literatur und Rollenspielen. Zunächst konzipierte Tolkien die Hobgoblins als eine größere, stärkere und gefährlichere Abart der kleinen Goblins, aber im Rahmen seiner weiteren Folklorestudien wurde ihm klar, dass der ursprüngliche Sprachgebrauch eher das Gegenteil nahelegt. So ersetzte er Goblin und Hobgoblin weitgehend durch die Bezeichnungen Ork bzw. Uruk-hai, während Goblins und Hobgoblins weiterhin als kleinere Unterart Erwähnung finden (Im Deutschen als Bilwis oder Bilwismensch übersetzt.)
In Fantasy-Spielen wie Dungeons & Dragons, World of Warcraft oder Warhammer Fantasy werden Goblins häufig als bösartige kleine Ungeheuer mit grüner Haut und großen Nasen dargestellt, die einzeln schwach sind und gerne auf Heimtücke und ihren Erfindergeist zurückgreifen. Als schwache Monster gehören sie oft zu den ersten Gegnern, denen ein Held in Fantasy-Spielen begegnet.
In Joanne K. Rowlings Harry-Potter-Romanen erscheinen Goblins (in den deutschen Übersetzungen: „Kobolde“) als hässliche, kleinwüchsige Männchen mit langen Fingern, die als unfreundliche und knickerige Bankiers die Zauberer-Bank „Gringotts“ leiten. In kilometerlangen Tunneln und Verliesen unterhalb von London horten sie unermessliche Schätze.
In Terry Pratchetts Scheibenwelt-Roman Steife Prise sind die Goblins eine wegen ihrer Hässlichkeit, ihres Geruchs und ihrer wenig bekannten kulturellen Fähigkeiten unterdrückte Spezies, die zum Tierreich gerechnet wird. Im Verlauf der Handlung stellt sich dieses Bild als grob vereinfachend und verfälschend heraus. Am Ende werden die Goblins neben Zwergen, Trollen und anderen typischen Fantasy-Gestalten als weitere den Menschen ähnliche und ihnen rechtlich gleichgestellte Spezies anerkannt.